# 小行星2043
小行星2043（2043 Ortutay）是一颗围绕太阳公转的小行星。1936年11月12日，庫林·捷爾吉在布达佩斯发现了此天体。
該小行星以匈牙利文化領袖奧爾圖泰·久拉命名。
这颗小行星的绝对星等为59.65004等。